# Finn Haunstoft
Finn Haunstoft (n. 8 iulie 1928, Aarhus, Danemarca – d. 12 mai 2008, Kielstrup Sø⁠(d), Regiunea Nordjylland, Danemarca) a fost un canoist ce a reprezentat Danemarca, medaliat olimpic. A participat la 2 ediții ale Jocurilor Olimpice (1952, 1956) în care a câștigat o medalie de aur.